# Unidad periférica de Eubea
Eubea (en griego Εύβοια, Évvia) es una unidad periférica de Grecia que forma parte de la periferia de Grecia Central. La unidad periférica comprende la homónima isla de Eubea, la pequeña isla de Esciro y una pequeña parte de la Grecia continental. Hasta el 1 de enero de 2011 fue una de las 51 prefecturas en que se dividía el país.
La actual unidad periférica tiene una superficie de 4 167,4 km² y una población de 218.032 habitantes (2005). La capital es la ciudad de Calcis, situada en la isla de Eubea.

## Municipios
Desde el año 2011, la unidad periférica de Eubea se divide en los siguientes ocho municipios: 
| Municipio               | Población (2011) | Capital | Número |
| ----------------------- | ---------------- | ------- | ------ |
| Calcis                  | 102 223          | Calcis  | 1      |
| Dyrfis-Mesapia          | 18 800           | Psajná  | 2      |
| Eretria                 | 13 053           | Eretria | 3      |
| Istiea-Edipsós          | 21 083           | Histiea | 4      |
| Caristo                 | 12 180           | Caristo | 5      |
| Kymi-Aliveri            | 28 437           | Aliveri | 6      |
| Mantudi-Limni-Agia Anna | 12 045           | Limni   | 7      |
| Esciros                 | 2944             | Esciros | 8      |

Municipios de la unidad periférica de Eubea.

Nota: Parte del territorio del municipio de Calcis está en el continente, unido a la parte noreste de la unidad periférica de Beocia. Esciros es una isla por sí misma y no está en la isla de Eubea.

## Economía
Su economía se basa principalmente en la extracción de minerales, fundamentalmente hierro, magnesita y lignito. En la isla se crían vacas, cabras, ovejas y cerdos, y se producen higos, aceitunas y trigo.

## Historia

### El nombre y sus pobladores
Sus nombres antiguos fueron Macris, Helopia (propiamente un distrito de la parte norte el nombre del cual se extendió a la isla entera) derivado de Helops hijo de Ion; Oche, derivado de la montaña de este nombre; y Abantis, derivado de los míticos abantes primeros pobladores conocidos de la isla en época micénica, el príncipe de los cuales gobernó sobre siete principados y era feudatario de Micenas. Tomó el nombre de Eubea de la cría de toros que hacían los propietarios rurales de la isla, y del mítico toro Ío, que crio a Epafos en la isla. Los abantes se supone que vinieron de Tracia, de la ciudad de Abes (Abae), pero otros autores indican su origen en un héroe epónimo; al sur vivían los dríopes, que fundaron Estira y Caristo. La isla quedó al margen de las invasiones dóricas y estaba habitada por los jonios, con la posibilidad de una colonización de Atenas.

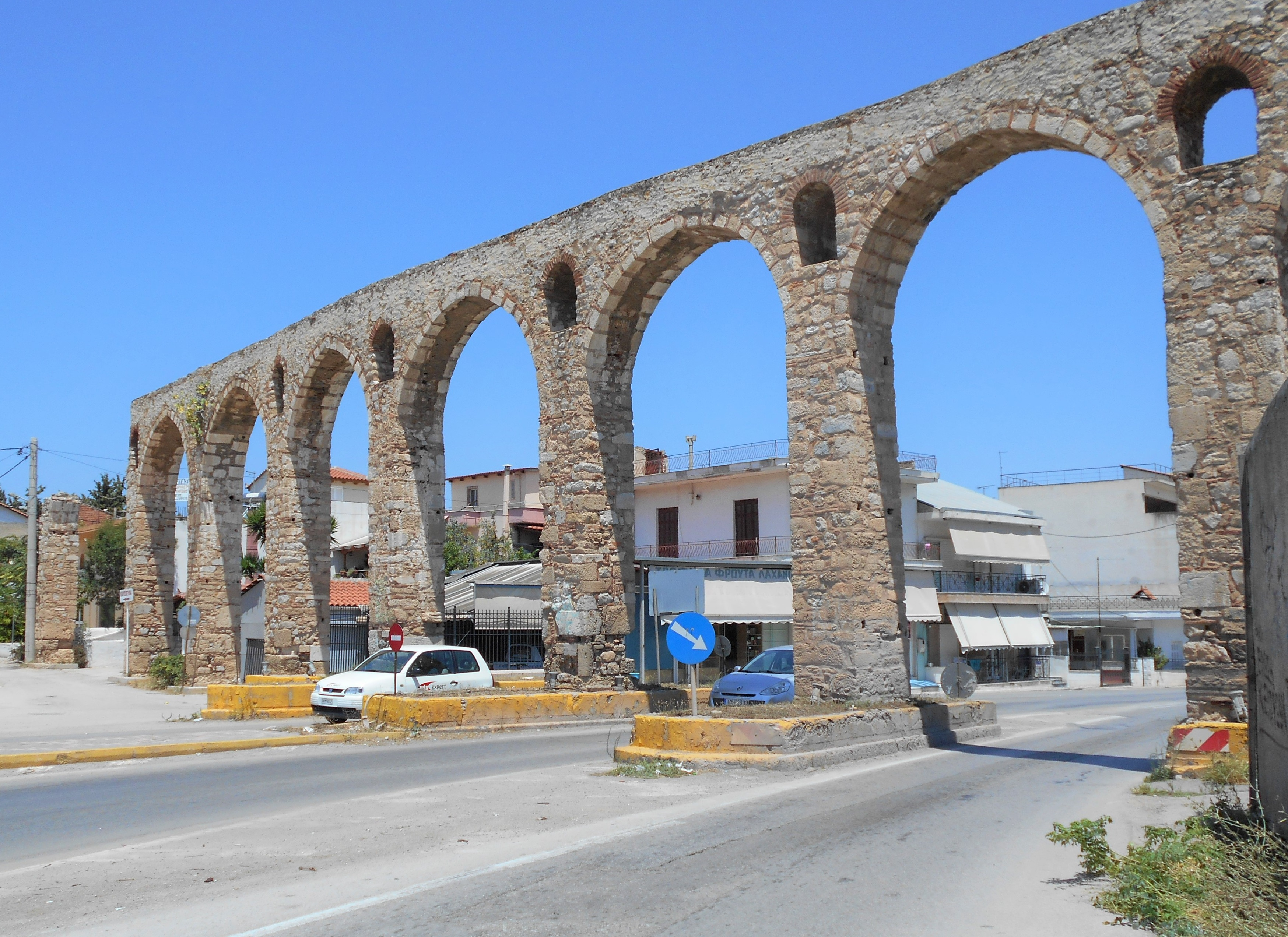
Acueducto de Calcis, testimonio de la época de dominio romano en Eubea

### Historia antigua
En época histórica estaba dividida en seis o siete ciudades independientes de población jónica. Los pequeños campesinos empobrecidos cuando los grandes propietarios se dedicaron al comercio y abandonaron la ganadería, hubieron de emigrar y se destacó Erètria, que ejerció el dominio sobre Andros y Ceos entre otras; y Calcis que dominaba las riquezas mineras de Tracia (Calcídica). En total se fundaron treinta y dos colonias hacia el siglo VIII a. C., de las que destacaron Corcira (fundada por Eretria y que después será refundada por Corinto) y Cumas (fundada por Calcis).
En 735 a. C. fue fundada Naxos en Sicilia y le siguieron Leontino, Catania y Zancle. Hacia esta época en la isla se mencionan las ciudades de Histiea (después llamada Óreo), Dío, Edepso, Atenas Diades, Orobias, Egas, Cerinto, Distos, Estira y Caristo.
El progreso se paró por las luchas entre Calcis y Eretria por la llanura de Lelanto (guerra Lelantina), la primera con la alianza de Samos y Corinto, y la segunda Megara, Egina y Mileto. Calcis ganó la guerra y arruinó el comercio de Eretria, que perdió Corcira (que pasó a Corinto), y Calcis, agotada por la lucha, también perdió sus colonias que cayeron bajo influencia de Corinto y, sobre todo, de Atenas. Calcis se alió con Beocia y la Calcídica contra Atenas, pero ésta ganó la guerra y ocupó Calcis, las tierras de la cual dividió entre 4.000 ciudadanos atenienses (506 a. C.).
En el 499 a. C. Eretria ayudó a Mileto y los jonios rebelados contra Persia y en represalia fue arrasada por los persas en 490 a. C. y, aunque fue reconstruida no demasiado lejos de su antiguo emplazamiento, ya no recuperó su antiguo poder.
Después de las guerras médicas la isla quedó bajo influencia de Atenas que allí se proveía de grano, madera y leña; en 445 a. C. las ciudades de la isla se rebelaron, pero fueron reconquistadas por Pericles; en 411 a. C., después de la derrota de la expedición a Sicilia de los atenenienses, se volvieron a rebelar y con el término de la guerra del Peloponeso permanecieron independientes e impusieron tiranías cercanas a los espartanos; hacia el 371 a. C. Tebas intentó imponer su dominio y no lo consiguió; fueron independientes hasta el 357 a. C. en que la isla volvió a la zona de influencia de Atenas, pero manteniendo a los tiranos en el poder, hasta que en 338 a. C., después de Queronea, asumieron el poder los favorables a Macedonia dirigidos por Calias, tirano de Calcis. Desde entonces la isla fue prácticamente una provincia de Macedonia y así siguió hasta el 194 a. C. cuando los romanos impusieron su dominio al rey Filipo V de Macedonia. 
La isla permaneció fiel a Roma durante la guerra contra la Liga Etolia, pero Calcis fue ocupada por el seléucida Antíoco III el Grande (192 a. C.).
Bajo dominio romano fue incluida en la provincia de Acaya. Estuvo bajo dominio romano y bizantino hasta el año 1205.

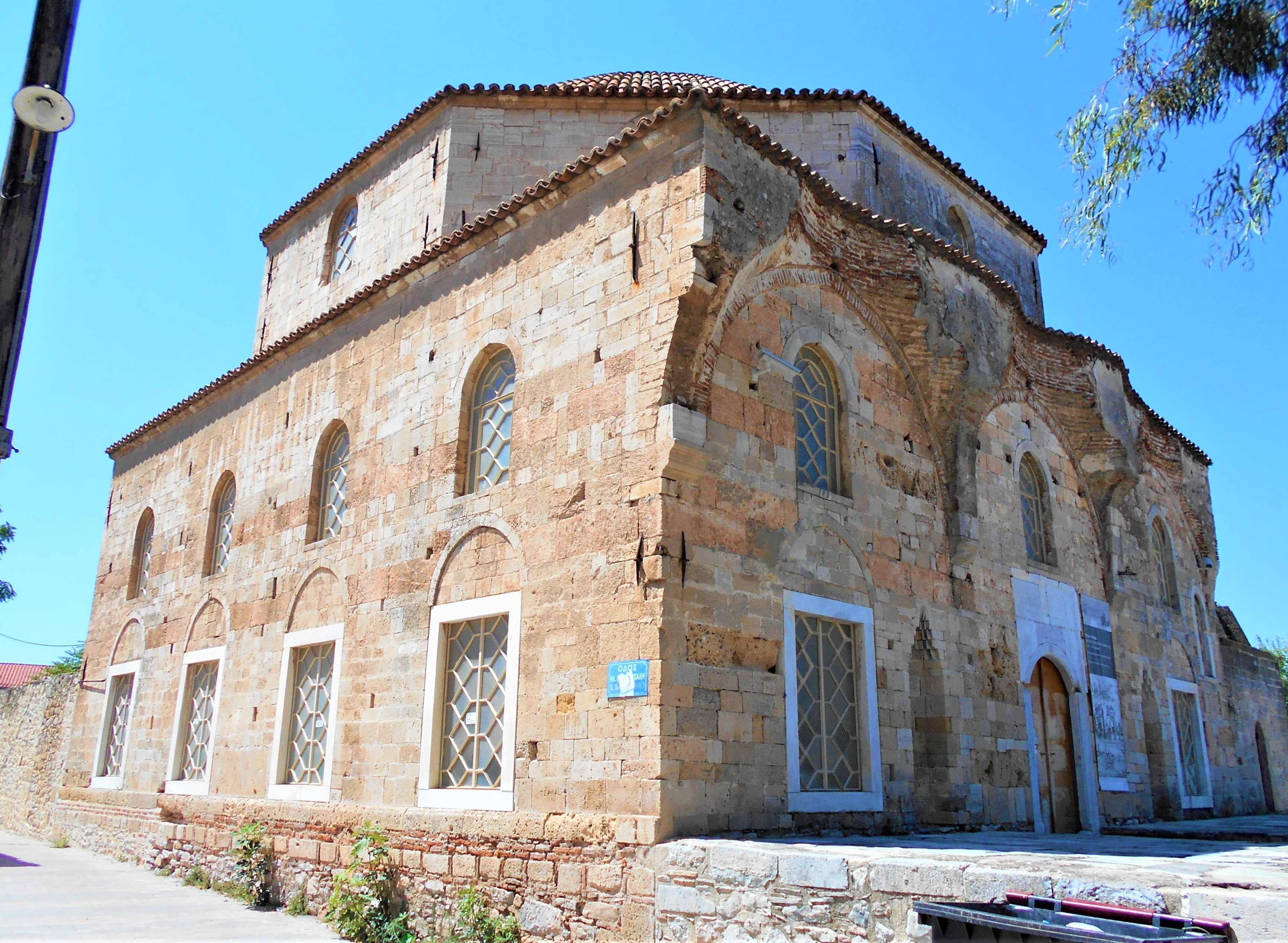
Mezquita Emir Zade (en Calcis), de la época otomana.

### Historia medieval
En la Edad Media fue llamada Egripo, corrupción del nombre Euripo, que se dio a la ciudad construida sobre las ruinas de Calcis.
En 1205 se constituyó una baronía dependiente del reino de Tesalónica, repartida en tres señoríos (Caristo, Calcis y Oreos) gobernadas por Jaime de Avesnes, Pegoraro Pegorari y Guimberto y Ravano della Carceri. El primer reconoció en 1208 la soberanía de Venecia, y los otros lo hicieron en 1209; Ravano della Carceri quedó como único barón hasta su muerte en 1216, dejando el poder a su viuda, de nombre desconocido, y se estableció una triarquía con tres señores, pero con los barones emparentados.
Los señores permanecieron, en general, bajo soberanía de Venecia, que designaron a la isla con el nombre de Negroponte, probablemente corrupción de las palabras Egripos y ponte (Puente de Egripos). 
En 1255 los señores reconocieron la soberanía del Príncipe de Acaya, pero en 1259 se restableció el dominio veneciano, hasta que en 1317 fue ocupada por los catalanes que habían conquistado Atenas, pero que habían hecho un tratado con Venecia y le devolvieron la isla en 1319, lo que permitió mejorar las relaciones entre los dos estados.
En 1351 la isla fue atacada por los genoveses y defendida por los venecianos y catalanes. En 1365 el castillo de Caristo, en la primera triarquía, que estaba bajo la señoría de Bonifaci Frederic, fue comprada por los venecianos que completaron así su dominio sobre toda la isla. 
Fue conquistada por los otomanos en 1470. En 1821 se rebeló y al final de la guerra de independencia de Grecia fue reconocida parte de la Grecia independiente.

### Lista de señores de Negroponte

#### En la primera triarquía (sede en Caristo)
- Viuda de Ravano della Carceri 1216
- Felicia della Carceri 1216-1262
- Otto de Ciccone (marido)
- Grapela della Carceri 1262-?
- Gaetano della Carceri ?
- Grapozzo della Carceri ?
- Maria I della Carceri ?-1315
- Albert Pallavicini (marido) ?-1315
- Beatriu 1315-1317
- Jean de Maisy (marido) 1315 -1317
- Ocupació catalana 1317-1319
- Andrea Cornaro (segundo marido?) 1319-?
- Piero della Carceri ?-1340
- Giovanni della Carceri 1340-1359
- Niccolò della Carceri 1359-1383
- Maria II Sanudo 1383- ?
- Gaspar Sommarippa (marido) 1383- ?
- Krousino I Sommarippa (Señor de Andros 1440-1462) hacia 1430-1462
- Domenico Sommarippa (Señor de Andros ) 1462-1466
- Giovanni Sommarippa (Señor de Andros ) 1466-1468
- Krousino II Sommarippa (Señor de Andros 1468-1500) 1468-1470
- a los otomanos 1470

#### Segunda triarquía (sede en Calcis)
- Ricardo della Carceri 1216-1220
- Carendano della Carceri 1220-1255
- Guglielmo I della Carceri 1255-1263
- Guglielmo II della Carceri 1263-1275
- Guimberto II della Carceri 1275-1279
- Felícia della Carceri 1279-1296
- Licarius 1279-1296
- Agnes de Cicone 1296-1317
- Bonifaci de Verona 1296-1317
- Ocupació catalana 1317-1319
- Maria de Negrepont 1319-1338
- Alfonso Fadrique 1317-1338
- Unida a la primera triarquia del 1338 al 1383
- Januli de Anoe 1383-
- Família d'Anoe fins el 1470
- a los otomans 1470

#### Tercera triarquía (sede en Oreos)
- Marino I della Carceri 1216-1255
- Narzoto della Carceri 1255-1264
- Marino II della Carceri 1264-1278
- Alicia della Carceri 1278-1296
- Giorgio I Ghisi (señor de Tinos y Mikonos1303-1315) 1279-1315
- Bartolomeo II Ghisi (señor de Tinos y Mikonos) 1315-1317
- Ocupación catalana 1317-1319
- Bartolomeo II Ghisi (señor de Tinos y Mikonos) 1319-1341
- Giorgio II Ghisi (señor de Tinos y Mikonos) 1341-1352
- A Venecia 1352-1358
- Bartolomeo III Ghisi (señor de Tinos y Mikonos) 1358-1384
- Giorgio III Ghisi (señor de Tinos y Mikonos) 1384-1390
- A Venecia 1390-1470
- a los otomanos 1470